# Supercoppa d'Olanda (pallacanestro)
La Supercoppa d'Olanda (nl Supercup) di pallacanestro è un trofeo nazionale olandese organizzato annualmente dal 2011 tra il vincitore del campionato e il vincitore della Coppa d'Olanda.

## Albo d'oro
- 2011  Leida
- 2012  Leida
- 2013  Den Bosch
- 2014  Donar Groningen
- 2015  Den Bosch
- 2016  Donar Groningen
- 2017  Landstede Zwolle
- 2018  Donar Groningen
- 2019  Landst. Hammers
- 2020 non disputata[1]
- 2021  Leida
- 2022  Heroes Den Bosch
- 2023  Leida
- 2024  Leida

## Vittorie per club
| Squadra          | Vittorie | Anni                         |
| ---------------- | -------- | ---------------------------- |
| Leida            | 5        | 2011, 2012, 2021, 2023, 2024 |
| Donar Groningen  | 3        | 2014, 2016, 2018             |
| Heroes Den Bosch | 3        | 2013, 2015, 2022             |
| Landst. Hammers  | 2        | 2017, 2019                   |